# Voice of the Eternal Tomorrow
Voice of the Eternal Tomorrow (Alternativtitel The Rose Hue Mansions of the Sun) ist ein Jazzalbum von Sun Ra. Die am 17. September 1980 im New Yorker Squat Theatre entstandenen Aufnahmen erschienen 1980 als Langspielplatte auf El Saturn Records. Am 2. April 2014 wurden die Aufnahmen als Download bei Enterplanetary Koncepts wiederveröffentlicht.

## Hintergrund
Voice of the Eternal Tomorrow gehört zu den seltenen Saturn-Vinyl-LPs, die 1980 aufgenommen und gepresst wurde. Es enthält eine bearbeitete Live-Aufführung des Arkestra im Squat Theatre in New York. Das Album wurde auch unter dem Titel The Rose Hue Mansions of the Sun gepresst und verkauft, der Titel eines von drei Tracks, die auf der LP enthalten sind. Zum Titel dieses Stücks erzählte Sun Ra Hartmut Geerken die Geschichte von einer Familie Rose, die in Philadelphia in der Nachbarschaft wohnte. Angeblich wurden die Angehörigen dieser Familie immer von Bienen verfolgt (wegen ihres Namens). An manchen Stellen von „The Rose Hue Mansions of the Sun“ erinnerten die auf dem Moog-Synthesizer erzeugten Klänge an Bienen.
Vom Archiv des Squat Theatre wird behauptet, dass Ra dort im August 1979 debütierte und insgesamt 47 Mal dort auftrat, „um unser häufigster Gast zu werden“. Die Chronik erklärt, dass „die Verbindung zwischen dem Arkestra und dem Squat Theatre eine natürliche war, da beide im Wesentlichen kreative Kommunen waren.“ Voice of the Eternal Tomorrows ist wie Dance of Innocent Passion und Ra to the Rescue eine von ein paar Saturn-Veröffentlichungen, die 1980–82 im Squat Theatre in New York aufgenommen wurden. Das Sun Ra Arkestra ist hier ein großes, über 20 Musiker umfassendes Orchester, darunter zwei auch Vibraphonisten, Damon Choice und Harry Wilson.
Die Sun-Ra-Auftritte im Squat Theatre, wo die Band im Schaufenster eines ehemaligen Ladengeschäfts platziert war, zogen ein Publikum jenseits der Jazzszene an. Sie hätten manchmal auch die Teilnahme des Publikums eingeschlossen – so John Szwed in seiner Sun-Ra-Biografie Space is the Place. Szwed berichtet auch von einem Konzert mit Dorothy Donegan sowie von zwei nächtlichen [Arkestra]-Konzerten mit 100 Musikern auf engstem Raum; um so viele Musiker zu koordinieren, probte Sun Ra angeblich 24 Stunden lang in Schichten, mit verschiedenen Musikern und Instrumentalgruppen nacheinander. Nach einer digitalen Restaurierung von Michael D. Anderson und Irwin Chusid wurde das Album 2014 wiederveröffentlicht. Diese Neuausgabe sei klanglich eine starke Verbesserung. Dabei wurden zudem die Angaben zur Besetzung auf dem Album, soweit bisher diskographisch identifiziert, einer kritischen Durchsicht unterzogen.

## Titelliste
- Sun Ra: Voice of the Eternal Tomorrow (Saturn 91780)[4][5]

1. Voice of the Eternal Tomorrow 7:58
2. Approach of the Eternal tmTomorrow 11:19
3. The Rose Hue Mansions of the Sun 21:11

Die Kompositionen stammen von Sun Ra.

## Rezeption
Die drei ausgedehnten Stücke auf diesem Album würden, wie für den Veranstaltungsort zu erwarten, zu Sun Ras „radikaler Seite“ gehören, schrieb Irwin Chusid in den Liner Notes der Neuausgabe. Die Aufnahmen seien gesättigt mit aggressiven Ausbrüchen, Explosivität und einem Hauch von Konfrontation und Trotz. Dem Applaus nach zu urteilen, seien diese Darbietungen gut angekommen. Die Klangtreue der Aufnahmen sei nicht optimal, mit Verzerrungen und einem mittelmäßigen Mix – aber es sei nah genug an „Garagen-Jazz“. Man könnte argumentieren, dass es keine Möglichkeit gebe, „dieses orchestrierte Chaos in einem so klaustrophobischen Raum angemessen einzufangen. Und doch repräsentiert das, was bleibt, Geschichte. Die Zeit, der Raum, die Spieler werden nie wieder zusammenkommen.“
Sean Westergaard verlieh dem Album in Allmusic vier Sterne und schrieb, anstatt – angesichts der Größe des Arkestra – einen Haufen aufwändiger Arrangements herauszuholen, sei dieses Album in Wirklichkeit nur eine Reihe von Solo-Features, die von großen „Space“-Akkorden [des Ensembles] unterbrochen werden. In „Voice of the Eternal Tomorrow“ wechsle Sun Ra in den vollen „Sci-Fi-Modus“ und würde sowohl „einen unheimlichen Soundtrack als auch die Stimme der kämpfenden Außerirdischen“ spielen. „Approach of the Eternal Tomorrow“ habe mehr große räumliche wirkende Akkorde und einige unglaubliche Bläser-Beiträge in den hohen Registern. „The Rose Hue Mansions of the Sun“ sei noch mehr mit breiten Raumakkorden und beängstigender Keyboardarbeit versetzt, aber Ra schaffe es tatsächlich, kurz am Ende so etwas wie eine Melodie zu finden. Alles in allem habe The Rose Hue Mansions of the Sun im Ra-Kanon eine etwas untergeordnete Rolle, aber sei dennoch ein schönes Feature für die Arkestra-Solisten.